# Лоуренс, Мартин
Мартин Фицджеральд Лоуренс (англ. Martin Fitzgerald Lawrence; род. 16 апреля 1965, Франкфурт-на-Майне, Гессен) — американский актёр, стэндап-комедиант, режиссёр, сценарист и продюсер. Получил известность благодаря ролям в фильмах «Нечего терять», «Бриллиантовый полицейский», «Плохие парни», «Дом большой мамочки», «Национальная безопасность».

## Биография
Мартин Лоуренс родился 16 апреля 1965 года, во Франкфурте-на-Майне, Германия, у американских родителей. Его отец, Джон Лоуренс, в то время служил в армии США. Когда Лоуренсу было семь лет, его отец ушёл из армии, и семья переехала из Германии обратно в США, поселившись в штате Мэриленд. После того, как его родители развелись в 1973 году, Мартин редко видел своего отца, который работал полицейским. Его мать, Хлора, работала на нескольких работах, чтобы поддержать её семью. Мартин, как полагают, является кузеном актёров Чарли Мерфи и Эдди Мерфи, и у него есть родной брат по имени Рэй Проктер.
В Мартине рано открылись комические способности. Как утверждает сам Лоуренс, он всегда мог развеселить свою мать, которая вынуждена была в одиночку растить шестерых детей (отец бросил семью, вернувшись в Германию). Уже в школе ему удавалось рассмешить и удерживать внимание большой аудитории. Поэтому к тому времени, когда Мартин вышел в самостоятельную жизнь и получил высшее образование, он окончательно решил стать комическим актёром. Его карьера начиналась с выступлений в ночных клубах Вашингтона. Рассказывая о том периоде своей жизни, актёр говорил, что эти выступления были ему необходимы, чтобы обрести уверенность в себе: если он сможет рассмешить посетителей ночного клуба, то он заставит смеяться любого.

## Карьера
В большом кино Лоуренс дебютирует в фильме «Делай как надо!» (1989), после чего предложения из Голливуда поступают регулярно: «Домашняя вечеринка» (1990), «Домашняя вечеринка 2» (1991), «После наступления темноты» (1991) и «Бумеранг» (1992), где Лоуренс появился вместе с Эдди Мерфи. Однако это были небольшие, скорее, эпизодические роли.
Основную же популярность Лоуренсу принесло его участие в телевизионных шоу. Первые же программы, где появился Мартин Лоуренс, принесли ему известность как уникальному комическому актёру. Более того, уже в 1993 году он стал ведущим собственного телевизионного шоу «Мартин» («Martin»), с успехом транслировавшегося кабельным каналом Fox-TV.
В ходе шоу Мартин проявил себя как очень многоликий комик, не только исполняя функции ведущего, но и играя роль матери героя, что буквально приводило зрителей в восторг. И это несмотря на специфический, грубоватый юмор, местами балансирующий на грани пошлости. О росте популярности шоу «Мартин» свидетельствует и тот факт, что даже американская цензура, поначалу позволявшая лишь однократное употребление слова «ass» в прямом эфире, вскоре разрешила Мартину Лоуренсу употреблять это ругательство без ограничений. В том же 1993 году шоу «Мартин» было признано лучшим TV-шоу Америки и в течение последующих пяти лет оставалось одним из самых популярных у телезрителей, занимая топовые места в рейтингах. Проницательность и остроумие Мартина Лоуренса, позволявшие подняться над стереотипами, привели к тому, что в 1994 году он был признан лучшим комиком США.
Правда, начиная с 1994 года имя Мартина Лоуренса регулярно фигурирует в прессе в связи с многочисленными скандалами. Принимая психотропные наркотики, актёр временами становился просто невменяемым и позволял себе дикие выходки. Так, в 1994 году за скабрёзные шутки его выгнали с программы «Прямой эфир в субботу вечером». Это событие стало лишь первым звеном в цепи скандалов. Дальше — больше. В 1996 году, оказавшись на одном из оживлённых перекрестков с оружием в руках, он грязно ругался и вёл себя как сумасшедший. А через два месяца был арестован и приговорён к исправительно-трудовым работам без лишения свободы за попытку пронести огнестрельное оружие в самолёт в аэропорту. К скандалам вокруг Лоуренса добавляются и обвинения в сексуальных домогательствах, и громкий развод с женой, и грубые выходки на съёмочных площадках, и нападение на посетителя ночного клуба, и лечение в реабилитационном центре.
Однако всё это не мешало Мартину Лоуренсу успешно сниматься. Парадоксально, но, будучи на крючке у полиции, Лоуренс сыграл роль полицейского Маркуса Бёрнетта — одну из главных ролей в фильме Майкла Бэя «Плохие парни» (1995). Фильм быстро стал хитом, позволив до конца раскрыться актёрскому таланту Лоуренса. А последовавшие затем фильмы «Нечего терять» (1997), «Пожизненно» (1999) и «Бриллиантовый полицейский» (1999) лишь закрепили успех. На сегодняшний день фильмография Мартина Лоуренса составляет свыше двух десятков фильмов, среди которых «Дом большой мамочки» (2000), после которого гонорары актёра превысили 10 млн долларов, «Чёрный рыцарь» (2001), «Национальная безопасность» (2003), «Плохие парни 2» (2003) и других.
Помимо актёрских работ, Мартин Лоуренс известен как талантливый режиссёр и продюсер. Его фильмы «Тонкая грань между любовью и ненавистью» (1996), «Дом большой мамочки» (2000) и «Дом большой мамочки 2» (2006), «Что могло быть хуже?» (2001), «Национальная безопасность» (2003) не только принесли огромную прибыль их автору, но и пользуются неизменным успехом в прокате.
В 2001 году в знак признания заслуг Лоуренса как актёра, режиссёра и продюсера отпечатки его рук и ног были увековечены на Голливудском бульваре.
20 апреля 2023 года получил звезду на Аллее славы в Голливуде.

## Фильмография
| Год  |    | Русское название                        | Оригинальное название               | Роль                                   |
| ---- | -- | --------------------------------------- | ----------------------------------- | -------------------------------------- |
| 1989 | ф  | Делай как надо!                         | Do the Right Thing                  | Си                                     |
| 1990 | ф  | Домашняя вечеринка                      | House Party                         | Билал                                  |
| 1991 | ф  | Домашняя вечеринка 2                    | House Party 2                       | Билал                                  |
| 1992 | ф  | Бумеранг                                | Boomerang                           | Тайлер                                 |
| 1995 | ф  | Плохие парни                            | Bad Boys                            | детектив Маркус Бёрнетт                |
| 1996 | ф  | Тонкая грань между любовью и ненавистью | A Thin Line Between Love and Hate   | Обожающий женщин Дарел; также режиссёр |
| 1997 | ф  | Нечего терять                           | Nothing to Lose                     | Терренс                                |
| 1999 | ф  | Бриллиантовый полицейский               | Blue Streak                         | Майлс Логан                            |
| 1999 | ф  | Пожизненно                              | Life                                | Клод Бэнкс                             |
| 2000 | ф  | Дом большой мамочки                     | Big Momma's House                   | Малкольм Тёрнер / Большая мамочка      |
| 2001 | ф  | Что могло быть хуже?                    | What’s the Worst That Could Happen? | Кевин                                  |
| 2001 | ф  | Чёрный рыцарь                           | Black Knight                        | Джамал Уокер                           |
| 2003 | ф  | Национальная безопасность               | National Security                   | Эрл Монтгомери                         |
| 2003 | ф  | Плохие парни 2                          | Bad Boys II                         | детектив Маркус Бёрнетт                |
| 2005 | ф  | Отскок                                  | Rebound                             | тренер Рой Маккормик                   |
| 2006 | ф  | Дом большой мамочки 2                   | Big Momma's House 2                 | Малкольм Тёрнер / Большая мамочка      |
| 2006 | мф | Сезон охоты                             | Open Season                         | медведь-гризли Буг                     |
| 2007 | ф  | Реальные кабаны                         | Wild Hogs                           | Бобби Дэвис                            |
| 2008 | ф  | Добро пожаловать домой, Роско Дженкинс! | Welcome Home, Roscoe Jenkins        | Эр. Джи.                               |
| 2008 | ф  | Папина дочка                            | College Road Trip                   | Джеймс Портер                          |
| 2010 | ф  | Смерть на похоронах                     | Death at a Funeral                  | Райан                                  |
| 2011 | ф  | Большие мамочки: Сын как отец           | Big Mommas: Like Father, Like Son   | Малкольм Тёрнер / Большая мамочка      |
| 2014 | с  | Партнёры                                | Partners                            | Маркус Джексон                         |
| 2019 | ф  | Пляжный бездельник                      | The Beach Bum                       | капитан Уак                            |
| 2020 | ф  | Плохие парни навсегда                   | Bad Boys For Life                   | детектив Маркус Бёрнетт                |
| 2022 | ф  | Клетка разума                           | Mindcage                            | Джейк                                  |
| 2024 | ф  | Плохие парни до конца                   | Bad Boys: Ride Or Die               | детектив Маркус Бернетт                |